# Superhero (Musical)
Superhero ist ein Musical von dem Autor Anthony McCarten und dem Komponisten Paul Graham Brown. Die deutsche Übersetzung stammt von Nina Schneider. Das Musical wurde am 16. Oktober 2014 im Hessischen Staatstheater Wiesbaden unter der Regie von Iris Limbarth uraufgeführt. Die Spieldauer beträgt etwa zwei Stunden und 45 Minuten. Inhaltlich basiert das Musical auf dem gleichnamigen Roman „Superhero“ (Death of a Superhero) von Anthony McCarten.

## Handlung
Donald ist 14 und kämpft gegen die Zeit, denn er hat Krebs und es sieht nicht gut aus. Er riskiert viel, balanciert am Rand von Dächern. Es spielt keine Rolle mehr, ob er fällt. Sein Leben ist zu Ende, bevor es richtig losgeht. Und vor allem: Es kann nicht sein, dass er als verdammte Jungfrau sterben muss. Shelley, ein Mädchen aus seiner Gegend, gefällt ihm, aber die Chemo hat ihm alle Haare genommen, er ist ein Freak. Wie soll er das anstellen? In Donalds Kopf und in seinem Zeichenheft kämpfen Dr. Gummifinger und seine supersexy Geliebte Nursey darum, dem Superhelden Miraculous Man sein Knochenmark zu entnehmen, um selbst unsterblich zu werden. Aber Miraculousman ist nicht so leicht zu kriegen. Miraculousman, das ist Donalds Held. Die Eltern kommen an ihren Jungen nicht mehr so richtig ran. Wegen seiner Experimente an der Schwelle zum Tod ziehen sie den Psychologen Dr. Adrian King zu Rate, der auf Todgeweihte spezialisiert ist. Donald lässt sich auf den „Seelenklempner“ ein. Was, wie sich herausstellt, gar nicht mal das Schlechteste ist, denn Dr. King will Donald seinen letzten Wunsch erfüllen.

## Besetzung
| Rolle           | Premierenbesetzung 2014 |
| --------------- | ----------------------- |
| Donald Delpe    | Marcel Herrnsdorf       |
| Dr. Adrian King | Tim Speckhardt          |
| Renata Delpe    | Felicitas Geipel        |
| Jim Delpe       | Norman Hofmann          |
| Shelley         | Mariella Köhlert        |
| Miraculousman   | Nils Klitsch            |
| Dr. Gummifinger | Benjamin Geipel         |
| Nursey          | Charlotte Katzer        |
| Jeff Delpe      | Jo Atzinger             |
| Raff            | Dwayne Gilbert Besier   |
| Michael         | Nikos Johannes Striezel |
| Tanja           | Nina Links              |
| Sophie          | Anna Heldmaier          |
| Angela          | Mira Keller             |

## Musik
Die Musik im Musical Superhero stammt von dem Komponisten Paul Graham Brown, der auch für die Liedtexte verantwortlich ist. Gemeinsam mit dem Komponisten Stefan Wurz schrieb er die Orchestrierung.

## Besonderheiten des Musicals
Die Inhaltsangabe lässt ahnen, dass man es hier nicht mit einem Gute-Laune-Musical zu tun hat. Anthony McCarten hat aus seinem Roman eine straffe Bühnenversion gemacht, die das Drama immer wieder mit Komik bricht. Diese Komik ist menschlich, die Handlungen der Figuren sind realistisch und nachvollziehbar. Was neu ist: Es verbindet Comic-Realität mit einem realen Charakter.

## Auszeichnungen
Superhero wurde 2015 in den Kategorien  Beste Regie und Beste Choreografie für den Deutschen Musical Theater Preis nominiert.